# 아이러브피플

## 1. 아이러브피플(ilovePeople) 개요
㈜코밴에서 2002년부터 시작한 비영리 논스톱 디지털 기부 네트워크 시스템으로 아이러브피플(ilovePeople)은 2002년부터 모금된 기부금에서 운영비 및 사업비 등을 공제하지 않고, 기부금 전액을 복지시설에 전달하고 있다. 기부금품은 서울특별시청으로부터 관리 및 감독을 받고 있다.
아이러브피플 홈페이지

## 2. 로고 설명
아이러브피플 로고

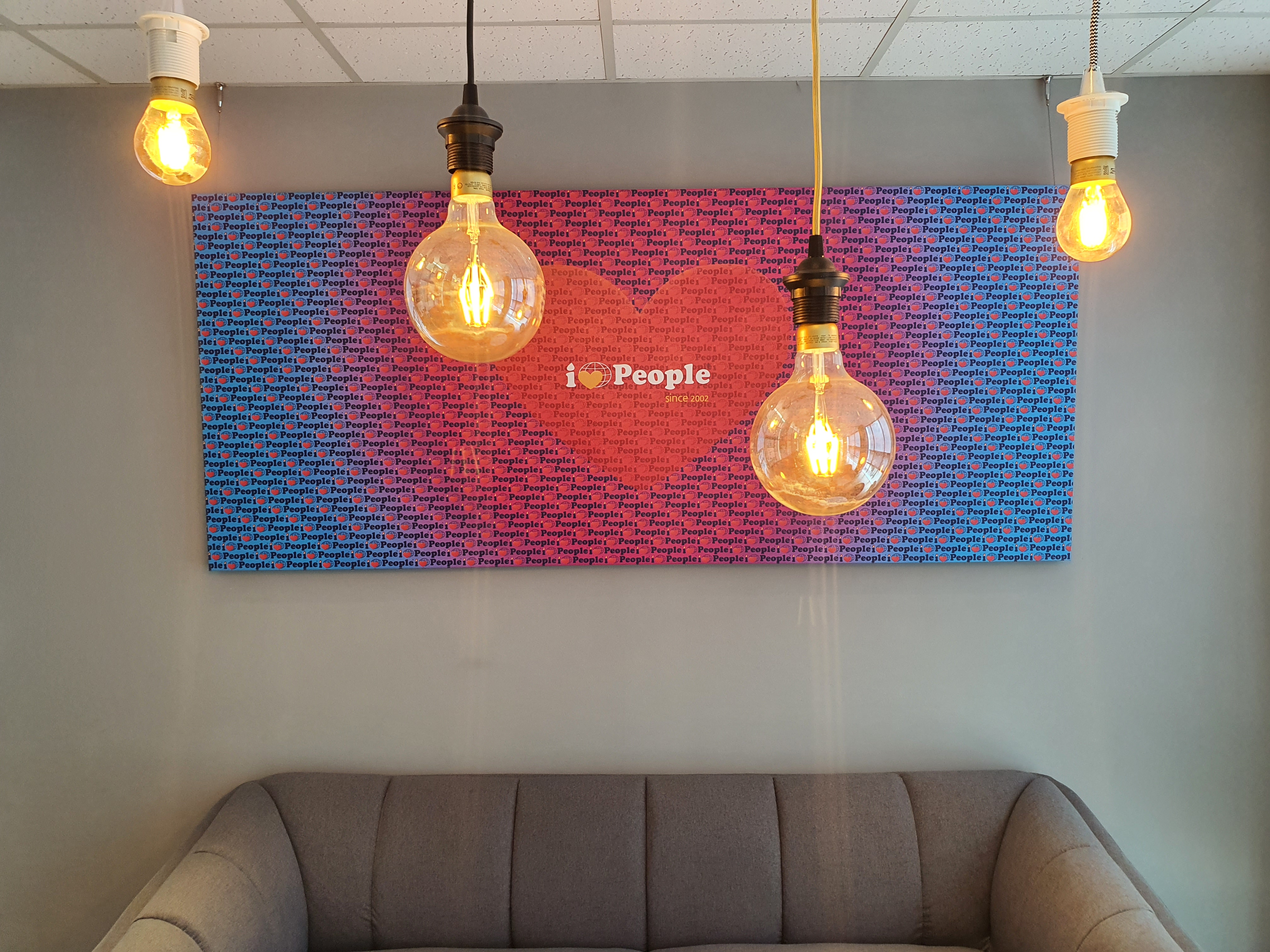
아이러브피플 로고이다.

아이러브피플(ilovePeople)의 상징인 로고는 '우리는 이웃을 사랑한다.'라는 의미를 담고 있다.
짧은 문장을 누구나 이해할 수 있도록 형상화 하였으며, 작은 촛불 하나가 온 세상에 사랑을 전달한다는 뜻을 담고 있다.
- ‘I’는 어둠을 밝히는 촛불을 형상화하였다.
- ‘지구,사랑(♥)’은 당신의 따뜻한 사랑을 온 세상에 전달하는 것을 표현한다.
- ‘People’은 도움이 필요한 이웃을 의미한다.
'♥ (Heart)'의 빨강색은 사랑을, 'People'의 파랑색은 평화를 상징함으로써 도움이 필요한 이웃들에게 사랑을 전달하여 보다 따뜻한 세상을 넓혀 가자는 의미를 담고 있다.

## 3. 아이러브피플(ilovePeople) 소개
1) 언제 어디서나 할 수 있는 기부
아이러브피플 단말기(가맹점 단말기), 웹(web), 앱(App)을 통해 국내 1,350여개 복지시설에 기부할 수 있으며 기부 네트워크를 통해 먼 외국에까지 기부문화를 넓혀가고 있다.

2) 기부를 원하는 복지시설 찾아보기
전국 복지시설 정보를 지역 및 복지 유형별로 구분하여 기부자가 원하는 복지시설을 쉽게 찾아볼 수 있다.
전국 복지시설 기부대상 찾기

3) 기부금 전액 전달 (세계최초)
2002년부터 모금된 기부금에서 운영비 및 사업비 등을 공제하지 않고, 기부금 전액을 복지시설에 전달해오고 있다.
(금융기관의 수수료를 제외한 금액)

4) 기부내역 조회 (세계최초)
나의 기부금이 언제 어느 곳으로 전달되었는지 마이 페이지에서 기부 내용을 열람할 수 있다.
* 기부한 내역 확인방법은 www.ilovepeople.or.kr 에 들어와 로그인한 후 마이페이지>기부내역 조회로 기부대상에게 기부금이 전달되었는지 확인할 수 있다.

5) 일상생활 속의 기부 문화 실현
일상생활 속에서 기부를 쉽게 할 수 있도록 전국 방방곡곡에 아이러브피플 단말기를 운영하며 특히 실종자, 분실물 찾기, 물품/재능/캠페인 등 다양한 기부 프로그램을 운영하고 있다.

6) 기업의 사회적 책임(CSR)
(주)코밴은 기업의 사회적 책임을 지원하여 2002년부터 세계최초로 비영리 논스톱 디지털 기부 네트워크 시스템을 구축하여 운영해오고 있으며, 기부금품 모금 및 사업은 서울특별시에 등록되어 투명하게 관리되고 있다.

## 4. 아이러브피플(ilovePeople) 이란?
- ㈜코밴에서 2002년부터 시작한 비영리 논스톱 디지털 기부 네트워크 시스템으로 아이러브피플은 2002년부터 모금된 기부금에서 운영비 및 사업비 등을 공제하지 않고, 기부금 전액을 복지시설에 전달한다.
- 기부금품은 서울특별시청으로부터 관리 및 감독을 받고 있으며, 아이러브피플은 일상 생활 속에서 기부를 실천할 수 있도록 전국 방방곡곡에 ‘아이러브피플 단말기’를 운영하며,
특히 실종자/분실물 찾기, 물품/재능/캠페인 기부 등의 다양한 기부 프로그램을 운영하고 있다.
- 기부방법은 아이러브피플 단말기를 이용한 기부와 홈페이지 복지시설 QR코드를 활용한 기부방법, 홈페이지를 이용한 기부, 후원파트너를 위한 맞춤형 서비스 제공 등 다양한 기부방법으로 기부가 가능하다.

## 5. 아이러브피플(ilovePeople)과 기업이 함께하면 좋은 이유
1. 기업의 사회적 책임(CSR)과 지역사회발전을 위한 공헌
2. 회원에게 일상 생활 속의 기부문화 실천 유도
3. 투명한 제정 및 운영으로 브랜드 이미지 상승 효과
4. 기업의 계열사와 함께 다양한 프로모션을 진행하여 시너지 효과 극대화
5. 복지시설 지원, 기부금 관리 및 정산, 독보적인 기술 및 네트워크 제공